# Le Pacte des Yōkai : Utsusemi ni musubu
Pour plus de détails, voir Fiche technique et Distribution.
Le Pacte des Yōkai : Utsusemi ni musubu (劇場版 夏目友人帳 ~うつせみに結ぶ~, Gekijōban natsume yūjinchō: Utsusemi ni musubu) est un film d'animation japonais réalisé par Takahiro Ōmori et Hideaki Itō, sorti en 2019. Il s'agit d'une histoire originale basée sur le manga Le Pacte des Yōkai de Yuki Midorikawa, c'est donc la première adaptation dont le scénario ne soit pas directement tiré de l’œuvre d'origine.
Il est premier du box-office japonais de 2018 lors de sa première semaine d'exploitation.

## Fiche technique
- Titre : Le Pacte des Yōkai : Utsusemi ni musubu
- Titre original : 劇場版 夏目友人帳 ~うつせみに結ぶ~ (Gekijōban natsume yūjinchō: Utsusemi ni musubu?)
- Réalisation : Takahiro Ōmori et Hideki Itō
- Date de sortie :
  - Japon : 29 septembre 2018[1]

## Distribution
- Hiroshi Kamiya : Takashi Natsume
- Kazuhiko Inoue : Madara/Nyanko-sensei
- Sanae Kobayashi : Reiko Natsume
- Akira Ishida : Shuuichi Natori
- Kazuma Horie (en) : Kaname Tanuma